# Poniżany (rejon mostowski)
Poniżany (biał. Паніжаны; ros. Понижаны) – wieś na Białorusi, w obwodzie grodzieńskim, w rejonie mostowskim, w sielsowiecie Łunna, nad Niemnem.
Znajduje się tu parafialna cerkiew prawosławna pw. Opieki Matki Bożej.

## Historia
Dawniej w województwie trockim Rzeczypospolitej Obojga Narodów. W czasach zaborów w granicach Imperium Rosyjskiego, w guberni grodzieńskiej, w powiecie grodzieńskim.
W latach 1921–1939 wieś leżała w Polsce, w województwie białostockim, w powiecie grodzieńskim, w gminie Łunna.
Według Powszechnego Spisu Ludności z 1921 roku zamieszkiwało tu 86 osób, wszystkie były wyznania prawosławnego i zadeklarowały białoruską przynależność narodową. Było tu 14 budynków mieszkalnych.
Miejscowość należała do parafii prawosławnej i rzymskokatolickiej w Łunnie. Podlegała pod Sąd Grodzki w Skidlu i Okręgowy w Grodnie; właściwy urząd pocztowy mieścił się w Łunnie.
W wyniku napaści ZSRR na Polskę we wrześniu 1939 miejscowość znalazła się pod okupacją sowiecką. 2 listopada została włączona do Białoruskiej SRR. 4 grudnia 1939 włączona do nowo utworzonego obwodu białostockiego. Od czerwca 1941 roku pod okupacją niemiecką. 22 lipca 1941 r. włączona w skład okręgu białostockiego III Rzeszy. W 1944 miejscowość została ponownie zajęta przez wojska sowieckie i włączona do obwodu grodzieńskiego Białoruskiej SRR.